# Општина Занешти (Њамц)
Занешти (рум. Zăneşti) општина је у Румунији у округу Њамц.
Oпштина се налази на надморској висини од 262 m.